# Benjamin Girth
Benjamin Girth (* 31. Januar 1992 in Magdeburg) ist ein deutscher Fußballspieler.

## Karriere
Girth spielte im Jugendbereich für den Magdeburger SV Börde, den 1. FC Magdeburg und RB Leipzig. Nach seiner Jugendzeit wechselte er zur zweiten Mannschaft der Leipziger, wo er seine ersten Einsätze im Erwachsenenfußball hatte. Im Juli 2016 wechselte er zum SV Meppen, mit dem er am Ende der Saison 2016/17 in die dritte Liga aufstieg. Dort hatte er am 22. Juli im Spiel gegen die Würzburger Kickers nicht nur seinen ersten Einsatz im Profifußball, sondern er erzielte auch sein erstes Tor in der dritten Liga. Im Juli 2018 schloss er sich Zweitliga-Aufsteiger Holstein Kiel an.
Für die Rückrunde der Saison 2018/19 wurde er an den Drittligisten VfL Osnabrück ausgeliehen. Nachdem Girth mit dem VfL in die 2. Bundesliga aufgestiegen war, verlängerte sich sein Leihvertrag bis zum Ende der Zweitligasaison 2019/20. In beiden Ligen konnte sich der Magdeburger nicht als Stammkraft etablieren, wurde häufig eingewechselt und diente überwiegend als Backup für die etatmäßigen Angreifer Marc Heider und Marcos Álvarez. In zwei Jahren kam Girth auf 35 Pflichtspiele für den VfL (11 Tore, zwei Vorlagen) und kehrte im Sommer 2020 nach Kiel zurück.
Im Sommer 2021 wechselte er zu Eintracht Braunschweig in die dritte Liga, mit den „Löwen“ konnte er den Aufstieg in die 2. Fußball-Bundesliga feiern. Ende August 2022 schloss er sich dem Drittligisten MSV Duisburg an. Im Sommer 2024 wechselte er zu den Würzburger Kickers in die Regionalliga Bayern. Im Juli 2025 wechselte er zum KSV Hessen Kassel.

## Erfolge
- Aufstieg in die 3. Liga 2017
- Aufstieg in die 2. Fußball-Bundesliga 2019, 2022

Auszeichnungen
- Torschützenkönig Regionalliga Nord 2016/17 mit 20 Toren